# Caenurgina ochrea
Caenurgina ochrea là một loài bướm đêm trong họ Erebidae.